# Siegbert Kahn
Siegbert Kahn (* 23. September 1909 in Berlin; † 15. Oktober 1976 ebenda) war ein deutscher KPD-Funktionär, marxistischer Ökonom und Direktor des Deutschen Wirtschaftsinstituts.

## Leben
Siegbert Kahn wurde in einer jüdischen Familie geboren. Sein Vater war Angestellter. Kahn besuchte die Volksschule und dann die Oberschule in Berlin. 1925 trat er dem Deutschen Metallarbeiter-Verband (DMV) bei und wurde Mitglied der Roten Hilfe und der Internationalen Arbeiterhilfe (IAH). Von 1925 bis 1929 absolvierte er eine Ausbildung zum Goldschmied. 1926 wurde er Mitglied des Kommunistischen Jugendverbands Deutschlands (KJVD) und 1928 der KPD. Ab 1929 war Kahn Mitarbeiter im M-Apparat, dem Nachrichtendienst der KPD. 1929 wurde er Funktionär der Roten Jungfront des Bezirks Berlin. Von 1929 bis 1931 arbeitete er als Schlosser und Transportarbeiter in Berlin, parallel dazu war er von 1930 bis 1932 Funktionär des KJVD Berlin. Ab 1932 war er dort als Mitglied der Bezirksleitung zuständig für „Polizeizersetzung“. 1931/32 arbeitete er bei einem Anzeigen-Verlag in Berlin, 1932/33 war er als Bote der sowjetischen Derop AG (Deutsche Vertriebsgesellschaft für russische Ölprodukte) beschäftigt. Ab 1933 arbeitete er illegal für den technischen Reichsapparat der KPD. Bereits 1933 wurde er mehrmals kurzzeitig verhaftet und im November 1933 wegen „Vorbereitung zum Hochverrat“ zu 31 Monaten Haftstrafe verurteilt, die er von 1934 bis 1936 im Zuchthaus Brandenburg-Görden absaß. Anschließend arbeitete er von 1936 bis 1938 bei der Jüdischen Gemeinde bzw. der Jüdischen Winterhilfe Berlin. Er nahm Kontakt zu Hans Fruck (1911–1990) auf, um eine illegale Widerstandsgruppe zu bilden. Da er in der Jüdischen Gemeinde einen Vervielfältigungsapparat bediente, konnte er dort auch illegale Schriften für den Widerstand vervielfältigen.
1938 emigrierte Kahn in die ČSR, nach Prag. Dort war er Mitarbeiter beim Jüdischen Flüchtlingskomitee und dann der KPD-Kaderschule. Er war Mitbegründer der Freien Deutschen Jugend (FDJ) in der ČSR und ihr zweiter Vorsitzender. Nach dem Einmarsch deutscher Truppen in die Tschechoslowakei 1939 floh er über Schweden nach Großbritannien. Dort war er Org.-Leiter der KPD in London, von 1942 bis 1944 Politischer Sekretär der KPD in Großbritannien und Mitherausgeber der Zeitschrift „Inside Nazi Germany“. Gleichzeitig war er von 1939 bis 1946 Mitglied der Gesamtleitung der KPD-Auslandsorganisation in Großbritannien. Ab 1943 war er auch Mitglied der Freien Deutschen Bewegung in Großbritannien. 1940/41 wurde Kahn als „feindlicher Ausländer“ auf der Isle of Man interniert.

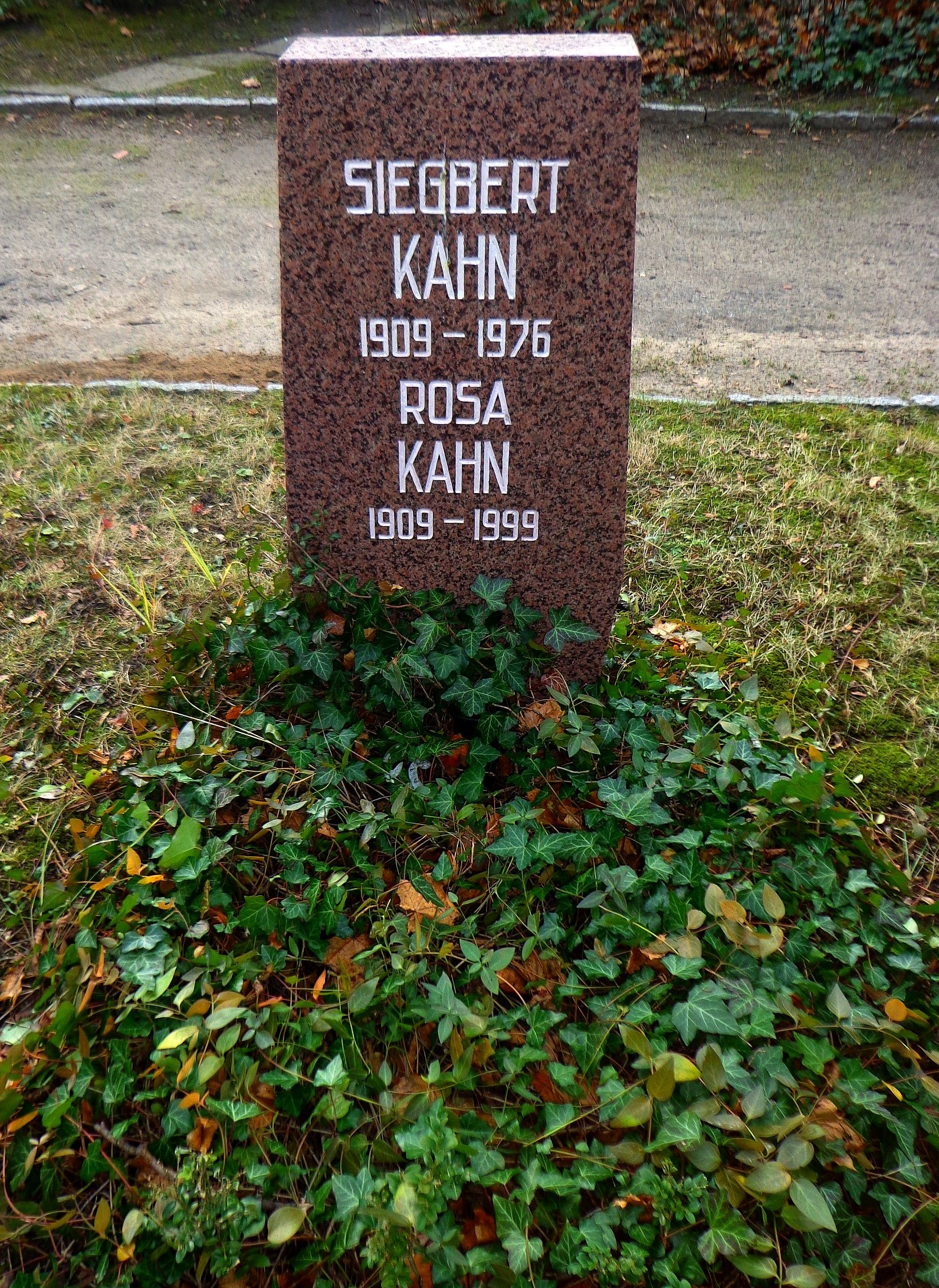
Grabstätte von Siegbert und Rosa Kahn (2021)

Im August 1946 kehrte er nach Deutschland zurück und wurde Mitglied der SED. Zuerst war er als persönlicher Referent des Präsidenten der Deutschen Zentralverwaltung der Brennstoffindustrie, Gustav Sobottka (1886–1953) tätig. 1947/48 war er Hauptreferent der Abteilung Wirtschaft des Zentralsekretariats der SED und wurde 1949 Leiter der Presseabteilung der Deutschen Wirtschaftskommission. Ab Mai 1949 baute er gemeinsam mit Jürgen Kuczynski (1904–1997) das Deutsche Wirtschaftsinstitut auf und war dann bis 1965 Direktor des Instituts. 1952 wurde er Professor für Politische Ökonomie. Ab 1963 war Kahn Mitglied der Westkommission beim Politbüro des ZK der SED. 1965 ging er in den Ruhestand, war aber weiter als freiberuflicher Publizist für die „Weltbühne“ tätig.
Er verfasste zahlreiche Arbeiten über den amerikanischen und englischen Imperialismus sowie zur wirtschaftlichen Entwicklung der Bundesrepublik Deutschland (BRD). Seine Urne wurde in der Grabanlage Pergolenweg des Berliner Zentralfriedhofs Friedrichsfelde beigesetzt, wo auch seine Frau Rosa geb. Hütterer bestattet ist.

## Auszeichnungen
- 1951: Nationalpreis III. Klasse für Wissenschaft und Technik für seine wissenschaftlichen Arbeiten über die Rolle des Monopolkapitals
- 1959: Vaterländischer Verdienstorden in Silber[1]
- 1969: Vaterländischer Verdienstorden in Gold[2]
- 1974: Orden Banner der Arbeit[3]